# Тєменьгуань
Тєменьгуань (кит. спр. 铁门关市, піньїнь: Tiěménguān Shì) — місто-повіт в китайській автономії Сіньцзян; складається з кількох віддалених частин — анклавів Баянгол-Монгольської автономної префектури, до складу якої не входить; де-факто знаходиться під управлінням Сіньцзянського корпусу виробництва і будівництва. 

## Географія
Тєменьгуань розташовується у центрі провінції у пустелі Такла-Макан.